# シュガークン
シュガークン（欧字名:Sugar Kun、2021年3月5日 - ）は、日本の競走馬。主な勝ち鞍に2024年の青葉賞。
馬名の由来は、母名の一部＋時（芬）。半兄にキタサンブラックがいる。

## 経歴

### 3歳（2024年）
2月4日京都芝1600mの3歳新馬戦で武豊を背にデビュー。道中中団の前目で脚を溜め、最後の直線で外から追い込んできたがワールズエンドの2着に敗れる。2月24日阪神芝2000mの3歳未勝利戦では好位追走から直線で抜け出すと後続に1馬身1/4差つけ2戦目で初勝利を挙げる。3月24日に行われた大寒桜賞では大外枠から先手を主張すると、直線でも脚色は衰えず後続に2馬身差をつけ2連勝となった。4月27日の青葉賞では道中4・5番手追走から直線でしぶとく脚を伸ばして先頭に立つと、最後はショウナンラプンタの追撃を頭差で振り切り重賞初制覇を飾るとともに日本ダービーへの優先出走権を獲得した。8番人気で出走した日本ダービーでは7着となり、その後は放牧に出された。
秋は菊花賞に進まず、12月の有馬記念を目標に調整されていたが、9月15日に左前浅屈腱炎を発症し、療養期間未定であることがJRAより発表された。

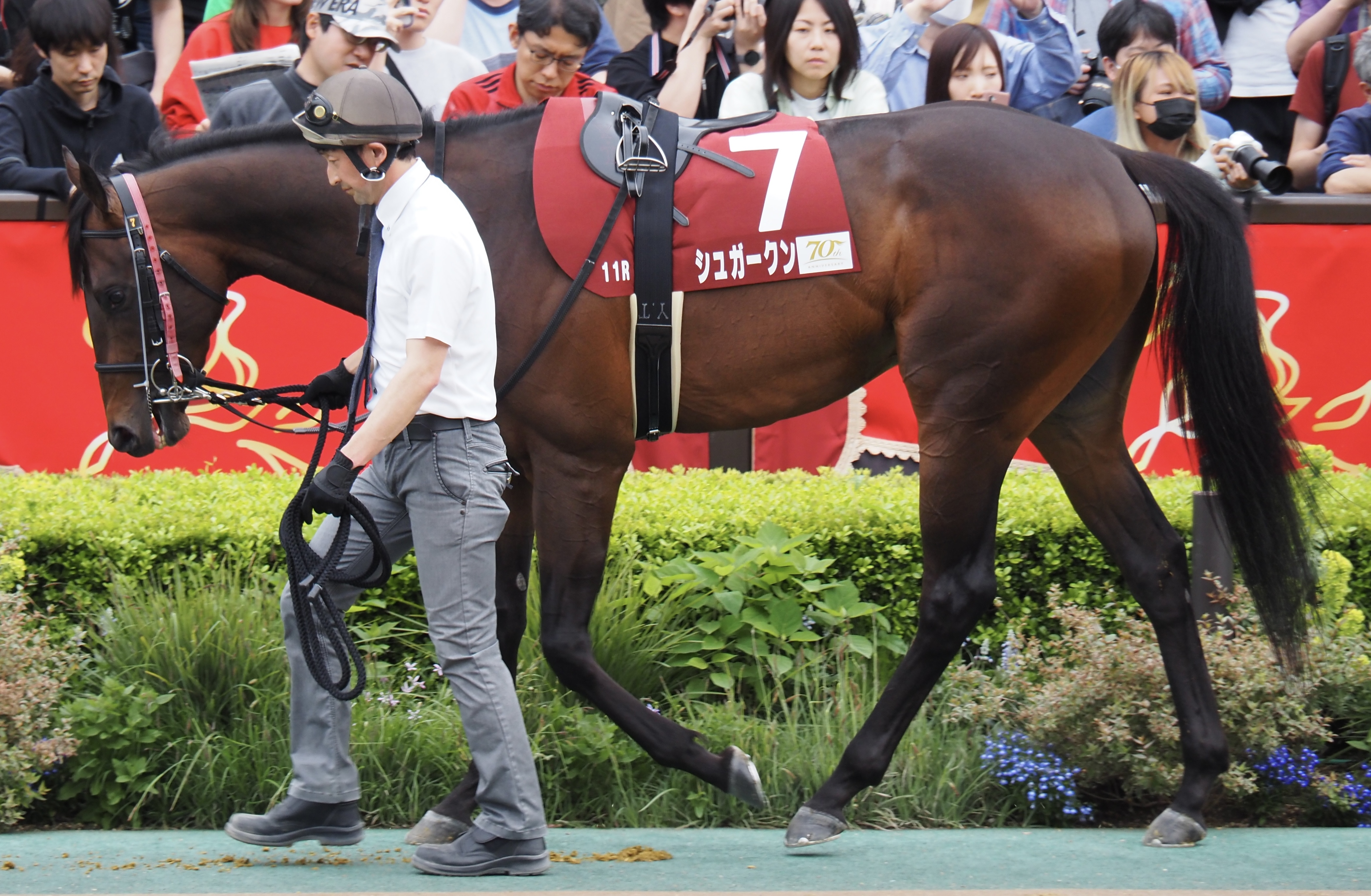
青葉賞パドック
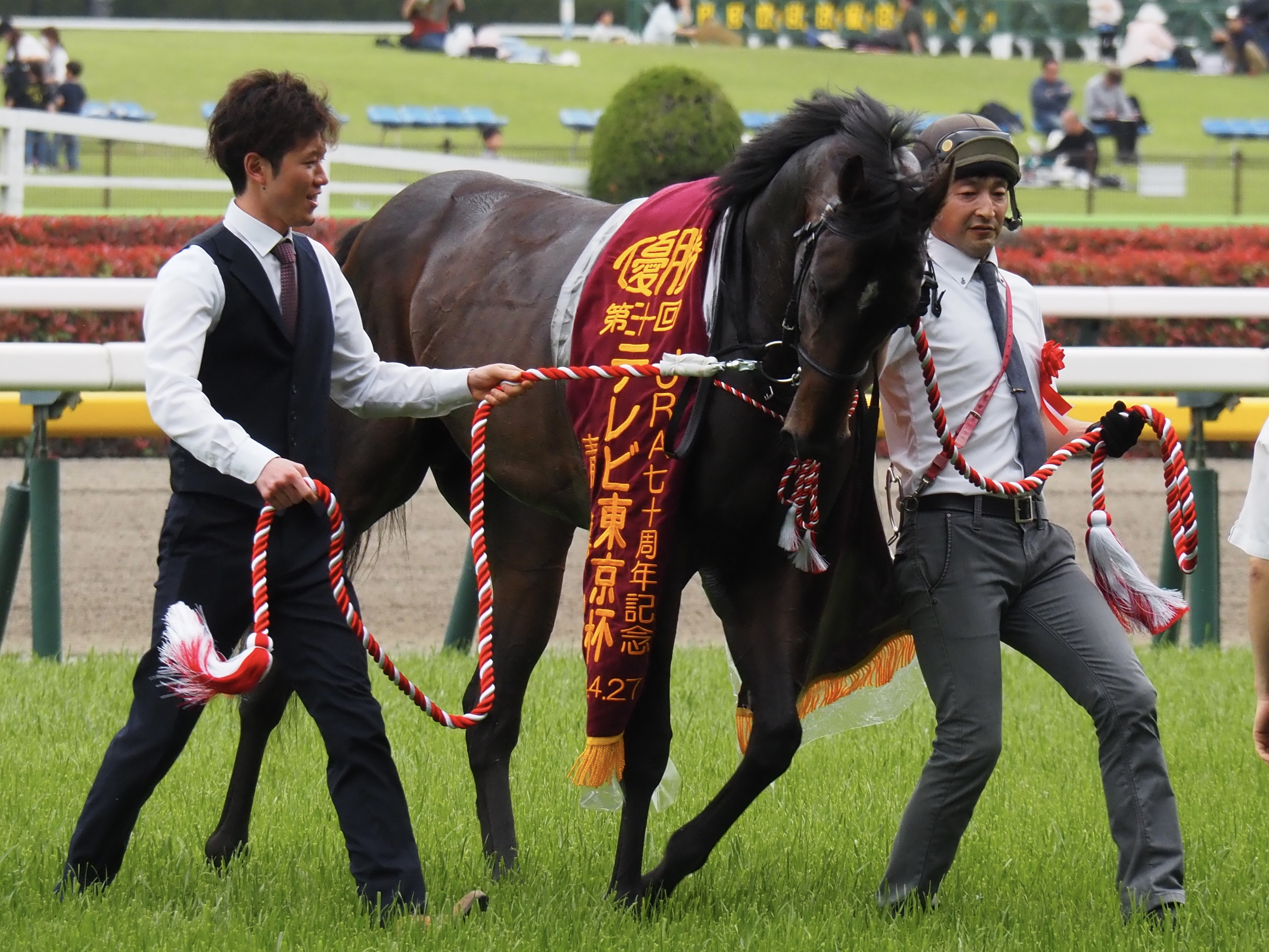
青葉賞優勝後

## 競走成績
以下の内容は、JBISサーチおよびnetkeiba.comに基づく。
| 競走日     | 競馬場 | 競走名    | 格  | 距離（馬場）  | 頭 数 | 枠 番 | 馬 番 | オッズ （人気） | 着順 | タイム （上り3F） | 着差 | 騎手  | 斤量 [kg] | 1着馬（2着馬）         | 馬体重 [kg] |
| ---------- | ------ | --------- | --- | ------------- | ----- | ----- | ----- | --------------- | ---- | ----------------- | ---- | ----- | --------- | ---------------------- | ----------- |
| 2024.02.04 | 京都   | 3歳新馬   |     | 芝1600m（良） | 17    | 7     | 14    | 002.90（1人）   | 02着 | R1:37.0（34.7）   | -0.1 | 0武豊 | 57        | ワールズエンド         | 506         |
| 0000.02.24 | 阪神   | 3歳未勝利 |     | 芝2000m（稍） | 13    | 6     | 9     | 001.90（1人）   | 01着 | R2:02.8（34.5）   | -0.2 | 0武豊 | 57        | （サラトガチップス）   | 504         |
| 0000.03.24 | 中京   | 大寒桜賞  | 1勝 | 芝2200m（重） | 10    | 8     | 10    | 003.40（1人）   | 01着 | R2:17.4（35.6）   | -0.3 | 0武豊 | 57        | （オールナット）       | 498         |
| 0000.04.27 | 東京   | 青葉賞    | GII | 芝2400m（良） | 17    | 4     | 7     | 004.50（2人）   | 01着 | R2:24.7（33.9）   | -0.0 | 0武豊 | 57        | （ショウナンラプンタ） | 502         |
| 0000.05.26 | 東京   | 東京優駿  | GI  | 芝2400m（良） | 17    | 6     | 11    | 022.00（8人）   | 07着 | R2:25.2（34.7）   | -0.9 | 0武豊 | 57        | ダノンデサイル         | 504         |

- 競走成績は2024年5月26日現在

## 血統表
| シュガークンの血統          | シュガークンの血統                         | シュガークンの血統                         | （血統表の出典）                           | （血統表の出典）  |
| 父系                        | キングマンボ系（ミスタープロスペクター系） | キングマンボ系（ミスタープロスペクター系） | キングマンボ系（ミスタープロスペクター系） |                   |
| 父 ドゥラメンテ 2012 鹿毛   | 父の父キングカメハメハ 2001 鹿毛           | Kingmambo                                  | Mr. Prospector                             | Mr. Prospector    |
| 父 ドゥラメンテ 2012 鹿毛   | 父の父キングカメハメハ 2001 鹿毛           | Kingmambo                                  | Miesque                                    |                   |
| 父 ドゥラメンテ 2012 鹿毛   | 父の父キングカメハメハ 2001 鹿毛           | *マンファス                                | *ラストタイクーン                          | *ラストタイクーン |
| 父 ドゥラメンテ 2012 鹿毛   | 父の父キングカメハメハ 2001 鹿毛           | *マンファス                                | Pilot Bird                                 |                   |
| 父 ドゥラメンテ 2012 鹿毛   | 父の母アドマイヤグルーヴ 2000 鹿毛         | *サンデーサイレンス                        | Halo                                       | Halo              |
| 父 ドゥラメンテ 2012 鹿毛   | 父の母アドマイヤグルーヴ 2000 鹿毛         | *サンデーサイレンス                        | Wishing Well                               |                   |
| 父 ドゥラメンテ 2012 鹿毛   | 父の母アドマイヤグルーヴ 2000 鹿毛         | エアグルーヴ                               | *トニービン                                | *トニービン       |
| 父 ドゥラメンテ 2012 鹿毛   | 父の母アドマイヤグルーヴ 2000 鹿毛         | エアグルーヴ                               | ダイナカール                               |                   |
| 母 シュガーハート 2005 鹿毛 | 母の父サクラバクシンオー 1989 鹿毛         | サクラユタカオー                           | *テスコボーイ                              | *テスコボーイ     |
| 母 シュガーハート 2005 鹿毛 | 母の父サクラバクシンオー 1989 鹿毛         | サクラユタカオー                           | アンジエリカ                               |                   |
| 母 シュガーハート 2005 鹿毛 | 母の父サクラバクシンオー 1989 鹿毛         | サクラハゴロモ                             | *ノーザンテースト                          | *ノーザンテースト |
| 母 シュガーハート 2005 鹿毛 | 母の父サクラバクシンオー 1989 鹿毛         | サクラハゴロモ                             | *クリアアンバー                            |                   |
| 母 シュガーハート 2005 鹿毛 | 母の母オトメゴコロ 1990 栗毛               | *ジャッジアンジェルーチ                    | Honest Pleasure                            | Honest Pleasure   |
| 母 シュガーハート 2005 鹿毛 | 母の母オトメゴコロ 1990 栗毛               | *ジャッジアンジェルーチ                    | Victorian Queen                            |                   |
| 母 シュガーハート 2005 鹿毛 | 母の母オトメゴコロ 1990 栗毛               | *テイズリー                                | Lyphard                                    | Lyphard           |
| 母 シュガーハート 2005 鹿毛 | 母の母オトメゴコロ 1990 栗毛               | *テイズリー                                | Tizna                                      |                   |
| 母系(F-No.)                 | テイズリー(USA)系(FN:9-g)                  | テイズリー(USA)系(FN:9-g)                  | テイズリー(USA)系(FN:9-g)                  |                   |

半兄のキタサンブラック（父：ブラックタイド）は2015年菊花賞、2016年・2017年天皇賞・春、2016年ジャパンカップ、2017年大阪杯、天皇賞・秋、有馬記念勝ち馬。